# Agave microceps
Agave microceps är en sparrisväxtart som först beskrevs av Myron William Kimnach, och fick sitt nu gällande namn av A.Vázquez och Cházaro. Agave microceps ingår i släktet Agave och familjen sparrisväxter. Inga underarter finns listade i Catalogue of Life.